# Pantoporia heliobole
Pantoporia heliobole är en fjärilsart som beskrevs av Semper 1878. Pantoporia heliobole ingår i släktet Pantoporia och familjen praktfjärilar. Inga underarter finns listade i Catalogue of Life.